# Mohamed Amine Aouamri
 (mai 2019).
Pour les articles homonymes, voir Aouamri.
Mohamed Amine Aouamri est un footballeur algérien né le 19 février 1983 à Alger. Il évoluait au poste de défenseur central.

## Biographie
Mohamed Amine Aouamri évolue en première division algérienne avec les clubs de l'OMR El Anasser, du RC Kouba, de l'USM Alger, de l'ASO Chlef et du MC Oran. Il dispute un total de 185 matchs en première division, inscrivant dix buts.
Le 13 novembre 2010, il se met en évidence en marquant un doublé en championnat avec l'USMA, lors de la réception du MC El Eulma, permettant à son équipe de l'emporter 2-0.
Il participe avec le club de Chlef à la Ligue des champions d'Afrique en 2012. Il joue cinq matchs dans cette compétition.

## Palmarès
- Champion d'Algérie de D2 en 2006 avec l'OMR El Anasser